# Энке, Наталья Владимировна
Ната́лья Влади́мировна Э́нке (род. 13 августа 1935, Москва, СССР) — советская актриса театра и кино, общественный деятель; заслуженная артистка РСФСР (1976).

## Биография
Наталья Энке родилась 13 августа 1935 года в Москве в русско-немецкой семье. Отец — композитор Владимир Энке, мать — актриса и режиссёр радио Антонида Ильина.
Театральную карьеру начинала в театре «Современник», в 1956 году c отличием окончила Московское театральное художественно-техническое училище (ТХТУ), получив диплом театрального художника по костюмам. Затем работала в Музыкальном театре им.Станиславского и Немировича Данченко. В 1960 г. окончила Высшее Театральное училище имени Бориса Щукина. Была приглашена Олегом Ефремовым в театр Современник, затем перешла в Театр Сатиры, в котором прослужила 17 лет.
Параллельно работала на радио в программах для детей и юношества, вела радиоэфиры и озвучивала радиоспектакли, снималась в кино и на телевидении.
В 1979 году эмигрировала во Францию вместе с мужем, известным актёром Львом Круглым (умер в 2010 г.) и создала вместе с ним свой театр. Приезжала на гастроли в Москву и С.- Петербург. Первый раз — в 1993 году по приглашению Министерства культуры России со спектаклями «Бедные люди», «Кроткая» и «Женитьба», второй раз — в 2003 году со спектаклем «В карете прошлого» и в 2006 году. Их театр просуществовал 25 лет. Также вместе с мужем играла в различных европейских обществах и объединениях в русских классических пьесах. Работала со студентами в центре по изучению русского языка и литературы в Мёдоне, в газете «Русская мысль», Русской консерватории в Париже, Русском студенческом христианском движении (РСХД). Была диктором на христианском радио «Благовест». Записывала аудиокассеты запрещённых в СССР авторов для пересылки их в Советский Союз. Участвовала в выпуске четырёх фильмов «Парижский альманах» о жизни русских на Западе. В начале перестройки в СССР создала в Париже организацию «Прямая помощь» для помощи нуждающимся семьям. Также преподавала в русской школе при Св.-Александро-Невском соборе. В последние годы живёт в пригороде Парижа в местечке Монтрёй в муниципальной квартире.
В 2005 году в числе других российских деятелей культуры подписала письмо с призывом признать  Михаила Ходорковского политзаключённым. При этом, она являлась гражданкой иностранного государства, гражданства Российской Федерации у неё не было.
В ноябре 2014 года создала серию литературных программ совместно с «P.A.N.D.A.Theater» (Германия, Берлин) — литературные концерты по «Театральному роману» М. А. Булгакова и по повести Павла Санаева «Похороните меня за плинтусом», которые исполняла в Центре Дмитрия Шостаковича в Париже.

## Театральные работы

#### Московский театр «Современник»
- «В поисках радости» В.С. Розов (режиссёры О. Н. Ефремов, В. Н. Сергачёв) — Марина
- «Взломщики тишины» О. Скачков (режиссёр С. Г. Микаэлян) — Элла
- «Никто» Э. де Филиппо (режиссёр А. В. Эфрос) — Туристка
- «Два цвета» А. Зак, И. Кузнецов (режиссёры О. Н. Ефремов, В. Н. Сергачёв) — Девушка

#### Московский академический театр сатиры
- «Клоп» В. Маяковский (постановка В. Н. Плучека и С. И. Юткевича) — Разносчица духов
- «Последний парад» А. Штейн (постановка В. Н. Плучека, режиссёр-ассистент Ю. И. Козловский) —Интермедии
- «Интервенция» Л. Славин (постановка В. Н. Плучека, режиссёр М. А. Микаэлян) — Хозяйка мастерской
- «Малыш и Карлсон, который живёт на крыше» А. Линдгрен (постановка М. А. Микаэлян) — Мама
- «Проделки Скапена» Мольер (постановка Е. Я. Весника и А. Столбова) — Нерина
- «Гурий Львович Синичкин» В. Дыховичный, В. Масс, М. Слободской, М. Червинский (постановка Д. В. Тункеля) — Дикторша
- «Женский монастырь» В. Дыховичный и М. Слободской (постановка В. Н. Плучека, режиссёр О. П. Солюс) — Жительница города Достиженска
- «Гурий Львович Синичкин» В. Дыховичный, В. Масс, М. Слободской, М. Червинский (постановка Д. В. Тункеля) — Маникюрша
- «Баня» В. Маяковский (постановка Н. В. Петрова, В. Н. Плучека, С. И. Юткевича) — Просительница
- «Безумный день, или Женитьба Фигаро» П. Бомарше (постановка В. Н. Плучека, режиссёр М. А. Микаэлян) — Крестьянка
- «Темп - 1929» Н. Ф. Погодин (постановка М. А. Захарова) — Медсестра
- «Дон Жуан или Любовь к геометрии» М, Фриш (постановка В. Н. Плучека, режиссёр О. П. Солюс) — Вдова Севильи
- «Таблетка под язык» А. Макаёнок (постановка В. Н. Плучека) — Вера Неведомая
- «Ревизор» Н. В. Гоголь (постановка В. Н. Плучека) — Гостья у губернатора
- «Женский монастырь» В. Дыховичный, М. Слободской (постановка В. Н. Плучека, режиссёр О. П. Солюс) — Любовь Гордеевна
- «У времени в плену» А. Штейн (постановка В. Н. Плучека) — Провожающая
- «Обыкновенное чудо» Е. Шварц (постановка М. А. Микаэлян) — Аманда
- «Маленькие комедии большого дома» А. Арканов, Г. Горин (постановка А. А. Миронова, А. А. Ширвиндта, руководитель постановки В. Н. Плучек) — 3-я хористка
- «Малыш и Карлсон, который живёт на крыше» А. Линдгрен (постановка М. А. Микаэлян) — фрекен Бок
- «Мамаша Кураж и ее дети» Б. Брехт (постановка М. А. Захарова) — Крестьянка
- «Бег» М. А. Булгаков (постановка В. Н. Плучека) — Турчанка, любящая мать

## Фильмография
- 1969 — Весёлое волшебство (реж. Борис Рыцарев) — Зоя Петровна, библиотекарь
- 1971 — Женский монастырь (реж. Валентин Плучек) (фильм-спектакль театра Сатиры) — жена Спиридона
- 1972 — К бабушке, к дедушке (телефильм) — Мама, Нина Тимохина
- 1974 — Маленькие комедии большого дома (реж. Валентин Плучек, Андрей Миронов, Александр Ширвиндт) (фильм-спектакль театра Сатиры) — Шубина
- 1977 — Ливень (реж. Владимир Фокин) — Анна Сергеевна, мама Димы
- 1978 — Молодость, выпуск-1 (киноальманах).